# Comuna Hălchiu, Brașov
Hălchiu (în germană: Heldsdorf, în maghiară: Höltövény) este o comună în județul Brașov, Transilvania, România, formată din satele Hălchiu (reședința) și Satu Nou.

## Așezare geografică
Comuna Hălchiu este situată la 15 km N-V de municipiul Brașov, în partea de nord a Țării Bârsei și se află la 6 km de gara Bod și la 3 km de DN13 (E60).
Comuna Hălchiu se învecinează la nord cu comunele Feldioara și Crizbav, la est cu comuna Bod și municipiul Brașov, la sud cu orașul Ghimbav, iar la vest cu municipiul Codlea și Dumbrăvița.

## Monumente
- Biserica fortificată din Hălchiu, construcție din sec. al XIII-lea, refăcută în sec. al XV-lea, monument istoric (cod LMI BV-II-m-B-11707.01). Edificiul adăpostește Altarul de la Hălchiu, de dinaintea reformei protestante.
- Biserica de lemn „Sf. Dumitru” din Satu Nou, construcție din sec. al XVII-lea, reasamblată în 1889, monument istoric (cod LMI BV-II-m-B-11775)
- Biserica ortodoxă "Sf. Arhangheli Mihail si Gavril" din Hălchiu, construcție 1807, monument istoric (cod LMI BV-II-m-B-11709).
- Casa Michael Roth (Hălchiu), construcție 1781, monument istoric (cod LMI BV-II-m-B-11710)

## Descoperiri arheologice
- Situl arheologic de la Hălchiu (Neolitic, Eneolitic, Epoca bronzului) cod 41042.01
- Descoperiri ceramice hallstattiene la Hălchiu. între sat și podul peste Bârsa și de la Vest de localitate (Hallstatt) cod 41042.02
- Depozitul de epoca bronzului de la Hălchiu. pe teritoriul comunei (Epoca bronzului) cod 41042.03
- Așezarea de epoca bronzului de la Hălchiu. la 1 km. la ieșirea din sat spre Codlea, la dreapta șoselei (Epoca bronzului) cod 41042.04
- Așezarea dacică 1. de la Hălchiu. între podul peste Bârsa și casele din marginea estică a satului (Latène) cod 41042.05
- Așezarea dacică 2. de la Hălchiu. la vest de sat, spre Codlea (Latène) cod 41042.06
- Situl arheologic de la Hălchiu - "La Ștrand" (Epoca migrațiilor, Neolitic / III-IV) cod 41042.07
- Așezarea eneolitică de la Hălchiu- Eichbrucken (Eneolitic) cod 41042.08
- Situl arheologic de la Satu Nou - "Wierem" (Epoca migrațiilor, Latène, Epoca bronzului / VII-VIII) cod 41079.02
- Așezarea Schneckenberg de la Satu Nou - "Varnvok". pe raza satului (Epoca bronzului) cod 41079.03

## Demografie
Componența etnică a comunei Hălchiu
     Români (78,25%)
     Maghiari (12,54%)
     Alte etnii (0,99%)
     Necunoscută (8,22%)
Componența confesională a comunei Hălchiu
     Ortodocși (71,89%)
     Evanghelici luterani (11,45%)
     Penticostali (2,3%)
     Romano-catolici (1,45%)
     Alte religii (3,51%)
     Necunoscută (9,41%)
Conform recensământului efectuat în 2021, populația comunei Hălchiu se ridică la 4.560 de locuitori, în creștere față de recensământul anterior din 2011, când fuseseră înregistrați 4.218 locuitori. Majoritatea locuitorilor sunt români (78,25%), cu o minoritate de maghiari (12,54%), iar pentru 8,22% nu se cunoaște apartenența etnică. Din punct de vedere confesional, majoritatea locuitorilor sunt ortodocși (71,89%), cu minorități de evanghelici luterani (11,45%), penticostali (2,3%) și romano-catolici (1,45%), iar pentru 9,41% nu se cunoaște apartenența confesională.

## Politică și administrație
Comuna Hălchiu este administrată de un primar și un consiliu local compus din 15 consilieri. Primarul, Ioana Drugan[*], de la Partidul Național Liberal, este în funcție din 1 noiembrie 2024. Începând cu alegerile locale din 2024, consiliul local are următoarea componență pe partide politice:
|  | Partid                                 | Consilieri | Componența Consiliului | Componența Consiliului | Componența Consiliului | Componența Consiliului | Componența Consiliului |
|  | -------------------------------------- | ---------- | ---------------------- | ---------------------- | ---------------------- | ---------------------- | ---------------------- |
|  | Partidul Național Liberal              | 5          |                        |                        |                        |                        |                        |
|  | Partidul Social Democrat               | 3          |                        |                        |                        |                        |                        |
|  | Uniunea Democrată Maghiară din România | 2          |                        |                        |                        |                        |                        |
|  | Alianța pentru Unirea Românilor        | 2          |                        |                        |                        |                        |                        |
|  | Alianța Dreapta Unită                  | 1          |                        |                        |                        |                        |                        |
|  | Partidul Ecologist Român               | 1          |                        |                        |                        |                        |                        |
|  | Matei Paul-Vlad                        | 1          |                        |                        |                        |                        |                        |

## Personalități născute aici
- Maria Scheip-Constantinescu (n. 1934), handbalistă.

## Primarii comunei
- 1996[7] - 2000 - Gârbacea Ioan, de la PDSR
- 2000[8] - 2004 - Gârbacea Ioan, de la PDSR
- 2004[9] - 2008 - Gârbacea Ioan, de la PSD
- 2008[10] - 2012 - Gârbacea Ioan, de la PSD
- 2012[11] - 2016 - Gârbacea Ioan, de la PSD
- 2016[12] - 2020 - Gârbacea Ioan, de la PSD
- 2020[13] - 2024 - Gârbacea Ioan, de la PSD